# Eaton, Indiana
Eaton är en ort i Delaware County i delstaten Indiana, USA.